# Roland Halm
Roland Halm (Budapest, 20 aprile 1969) è un ex cestista e dirigente sportivo ungherese.

## Carriera
Inizia la carriera appena sedicenne con la Honvéd. La sua carriera prosegue sino al 2003 nel massimo campionato ungherese salvo un'esperienza di un anno in Austria con Graz.
Con l'Ungheria ha disputato i Campionati europei del 1999. La partecipazione della nazionale ungherese è stata possibile grazie ad una tripla allo scadere dello stesso Halm contro la Russia nell'ultimo turno di qualificazioni.
Al termine della carriera da giocatore intraprende quella di manager prima all'Alba Fehérvár, poi dal 2018 al UNI Győr.

## Palmarès
- Campionato ungherese: 4

Honved: 1985-86
Alba Fehérvár: 1997-98, 1998-99, 1999-00
- Coppa d'Ungheria: 7

Honved: 1986, 1989, 1991
Kormend: 1993, 1994
Alba Fehérvár: 1999, 2000